# Greene County (Illinois)
Das Greene County ist ein County im US-amerikanischen Bundesstaat Illinois. Im Jahr 2010 hatte das County 13.886 Einwohner und eine Bevölkerungsdichte von 9,9 Einwohnern pro Quadratkilometer. Der Verwaltungssitz (County Seat) ist Carrollton.

## Geografie
Das County liegt im mittleren Südwesten von Illinois und wird im Westen vom Illinois River begrenzt. Es hat eine Fläche von 1415 Quadratkilometern, wovon acht Quadratkilometer Wasserfläche sind. An das Greene County grenzen folgende Nachbarcountys:
| Pike County    | Scott County  | Morgan County   |
|                |               | Macoupin County |
| Calhoun County | Jersey County |                 |

## Geschichte

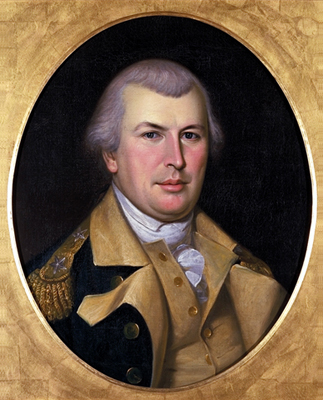
N. Greene

Das Land war früher die Heimat der sich gegenseitig bekriegenden Kickapoo- und der Pottawatamie-Indianer. Später wurde es zuerst von den Franzosen eingenommen. In der Folge kam es zum Krieg zwischen den Franzosen und Briten, welche in der Schlacht von Quebec gewannen.

Das Greene County wurde am 20. Januar 1821 aus Teilen des Madison County gebildet. Benannt wurde es nach Nathanael Greene (1742–1786), einem General der Kontinentalarmee im Amerikanischen Unabhängigkeitskrieg. Zu dieser Zeit gehörten die Gebiete der späteren Jersey-, Macoupin-, Morgan- und Scott County noch zum Greene County und Edwardsville war die einzige Stadt.

### Territoriale Entwicklung

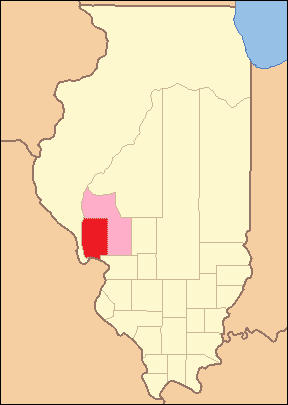
Das Greene County von seiner Gründung 1821 bis 1823
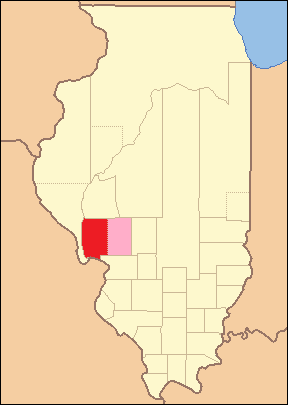
1823 bis 1825
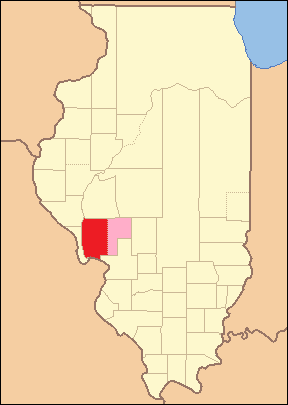
1825 bis 1829
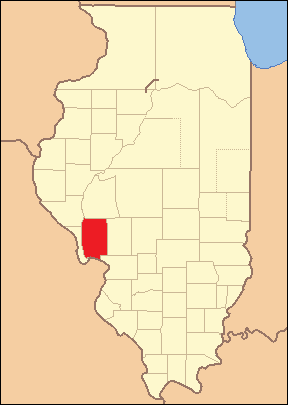
1829 bis 1839
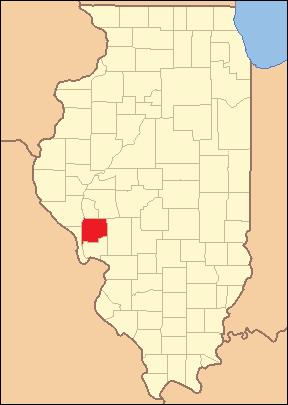
1839 bis heute

## Demografische Daten
Nach der Volkszählung im Jahr 2010 lebten im Greene County 13.886 Menschen in 5749 Haushalten. Die Bevölkerungsdichte betrug 9,9 Einwohner pro Quadratkilometer. In den 5749 Haushalten lebten statistisch je 2,35 Personen.
Ethnisch betrachtet setzte sich die Bevölkerung zusammen aus 97,9 Prozent Weißen, 0,9 Prozent Afroamerikanern, 0,2 Prozent amerikanischen Ureinwohnern, 0,1 Prozent Asiaten sowie aus anderen ethnischen Gruppen; 0,7 Prozent stammten von zwei oder mehr Ethnien ab. Unabhängig von der ethnischen Zugehörigkeit waren 0,8 Prozent der Bevölkerung spanischer oder lateinamerikanischer Abstammung.
23,6 Prozent der Bevölkerung waren unter 18 Jahre alt, 59,0 Prozent waren zwischen 18 und 64 und 17,4 Prozent waren 65 Jahre oder älter. 51,0 Prozent der Bevölkerung war weiblich.

Das jährliche Durchschnittseinkommen eines Haushalts lag bei 39.226 USD. Das Prokopfeinkommen betrug 21.883 USD. 14,3 Prozent der Einwohner lebten unterhalb der Armutsgrenze.

## Ortschaften im Greene County
Citys
- Carrollton
- Greenfield
- Roodhouse
- White Hall

Villages
| - Eldred - Hillview - Kane | - Rockbridge - Wilmington |

Unincorporated Communities
| - Athensville - Barrow - Baum - Belltown - Berdan - Boyle | - Clark - Drake - East Hardin - Fayette - Grand Pass - Haypress | - Jalapa - Kahm - Kaser - King - Lake Centralia - McClay Orchard | - Old Kane - Pegram - Titus - Walkerville - Woody - Wrights |

## Gliederung
Das Greene County ist in 13 Townships eingeteilt:
| Township             | Einwohner (2010) | FIPS     |
| -------------------- | ---------------- | -------- |
| Athensville Township | 343              | 17-02700 |
| Bluffdale Township   | 556              | 17-06860 |
| Carrollton Township  | 2966             | 17-11475 |
| Kane Township        | 995              | 17-38882 |
| Linder Township      | 345              | 17-43809 |
| Patterson Township   | 636              | 17-58096 |
| Rockbridge Township  | 1633             | 17-64824 |

| Township             | Einwohner (2010) | FIPS     |
| -------------------- | ---------------- | -------- |
| Roodhouse Township   | 2241             | 17-65494 |
| Rubicon Township     | 345              | 17-66235 |
| Walkerville Township | 233              | 17-78461 |
| White Hall Township  | 3040             | 17-81269 |
| Woodville Township   | 239              | 17-83401 |
| Wrights Township     | 314              | 17-83583 |
|                      |                  |          |